# Безликите: Глава първа
„Безликите: Глава първа“ (на английски: The Strangers: Chapter 1) е американски филм на ужасите от 2024 г. на режисьора Рени Харлин по сценарий на Алън Р. Коен и Алън Фрийдланд. Той е третият филм от поредицата „Безликите“, както и първият филм като предназначен рестарт във формата на самостоятелна трилогия. Във филма участват Мадлейн Печ, Фрой Гутиерез, Габриел Басо, Ема Хорват и Ела Бруколери.
Световната премиера се състои в L.A. Live на кино Regal на 8 май 2024 г. и излиза по кината в Съединените щати на 8 май 2024 г. от „Лайънсгейт“. Втората част се очаква да излезе по-късно през 2024 г., а премиерата за датата на третата част е неизвестна.

## Актьорски състав
- Мадлейн Печ – Мая Лукас, гадже на Райън / малката сестра на Деби[6]
- Фрой Гутиерез – Райън, дългогодишно гадже на Мая
- Рейчъл Шентън – Деби Лукас, голямата сестра на Мая
- Габриел Басо – Грегъри
- Ема Хорват – Шели
- Ела Бруколери – Джазмин[7]
- Ричард Брейк – Шериф Рутър
- Джоплин Сибтейн – Били Бъфорд

## В България
В България филмът излиза по кината на същата дата, разпространена от „Про Филмс“.